# プージャー・ヘーグデー
プージャー・ヘーグデー（Pooja Hegde、1990年10月13日 - ）は、インドのテルグ語映画、ヒンディー語映画を中心に活動する女優。ミス・ユニバース・インド2010で準優勝して以来モデルとして活動し、2012年に『Mugamoodi』で女優デビューした。

## 生い立ち
マハーラーシュトラ州ムンバイで生まれる。両親はカルナータカ州マンガルールの出身であり、母はトゥル語話者だった。プージャーはトゥル語の他に英語、マラーティー語、ヒンディー語、カンナダ語、タミル語話者でもある。彼女はM・M・Kカレッジを卒業し、在学中は大学のダンスコンテストやファッションショーに出場していた。

## キャリア

### モデル
プージャーはミス・インド2009に出場してミス・インド・タレント2009のタイトルを獲得した。翌年にはミス・ユニバース・インド2010に出場して準優勝し、その後はモデルとして活動した。

### 女優

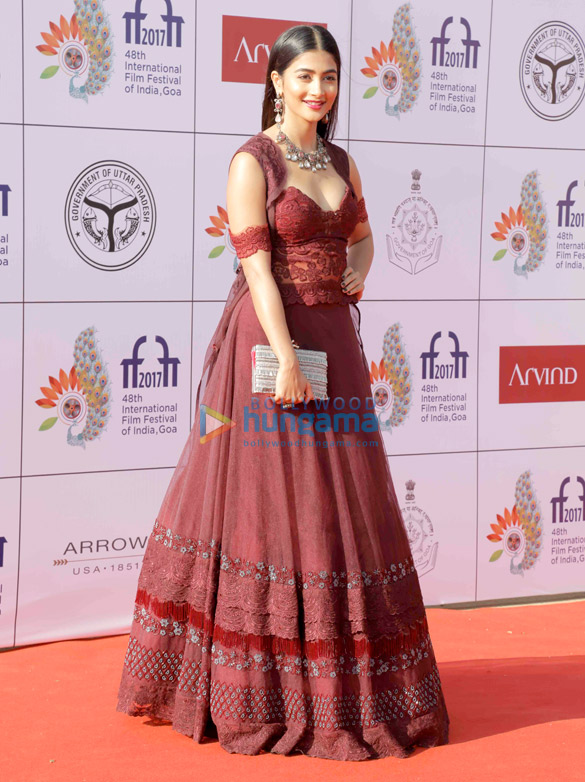
プージャー・ヘーグデー（2017年）

2012年にミシュキンの『Mugamoodi』で女優デビューした。プージャーはコンテストの写真を見たミシュキンの指名でヒロイン役に起用され、タミル語を習得するために単語を英語で記して覚えた。同作はタミル語映画では珍しいスーパーヒーロー映画を題材とした映画だったため注目を集め、オープニング興行収入は好調だったものの、批評家から酷評されたことで最終的な興行成績は低調となった。プージャーの演技については「彼女には才能を示す余地がなかった」（ザ・ヒンドゥー）と批評され、第2回南インド国際映画賞で新人女優賞にノミネートされた。2014年10月に『Oka Laila Kosam』でナーガ・チャイタニヤと共演した。プージャーは演技を高く評価され、フィルムフェア賞 テルグ語映画部門主演女優賞、南インド国際映画賞新人女優賞にノミネートされた。同年12月には『Mukunda』でヴァルン・テージと共演した。
2016年にアシュトーシュ・ゴーワリケールの『Mohenjo Daro』でボリウッドデビューし、リティク・ローシャンと共演した。プージャーは、ゴーワリケールの妻スニタ・ゴーワリケールが彼女の広告写真を見たことでオーディションに招待され、ヒロイン役に起用された。彼女は映画に起用された2014年から公開までの2年間は撮影に専念するため他の企画への参加を控え、マニラトナムからのオファーを辞退したという。同作は批評家から酷評され、興行的にも失敗している。プージャーは同作の演技を評価され、スターダスト・アワード新人女優賞にノミネートされた。2017年には『Duvvada Jagannadham』でアッル・アルジュンと共演している。
2018年3月にスクマールの『ランガスタラム』でアイテム・ナンバーを務め、同年7月には『Saakshyam』でベラムコンダ・シュリーニヴァス、同年10月にトリヴィクラム・シュリーニヴァースの『アラヴィンダとヴィーラ』でN・T・ラーマ・ラオ・ジュニアと共演し、フィルムフェア賞テルグ語映画部門主演女優賞にノミネートされた。2019年3月にヴァムシー・パイディパッリの『リシの旅路』でマヘーシュ・バーブと共演し、同作は混合的な評価を受けたものの、プージャーは演技を評価されジー・シネ・アワード・テルグのフェイバリット女優賞を受賞している。同年9月にはハリシュ・シャンカルの『Gaddalakonda Ganesh』でヴァルン・テージ、アダルヴァーと共演している。同年10月にはファルハード・サームジーの『ハウスフル4』で3年振りにボリウッド映画に出演し、興行収入28億ルピーを記録するヒット作となった。2020年にトリヴィクラム・シュリーニヴァースの『ヴァイクンタプラムにて』でアッル・アルジュンと共演し、同作は興行収入25億ルピーを記録してテルグ語映画歴代興行成績上位作品の一つとなった。

## フィルモグラフィー
- Mugamoodi（2012年）

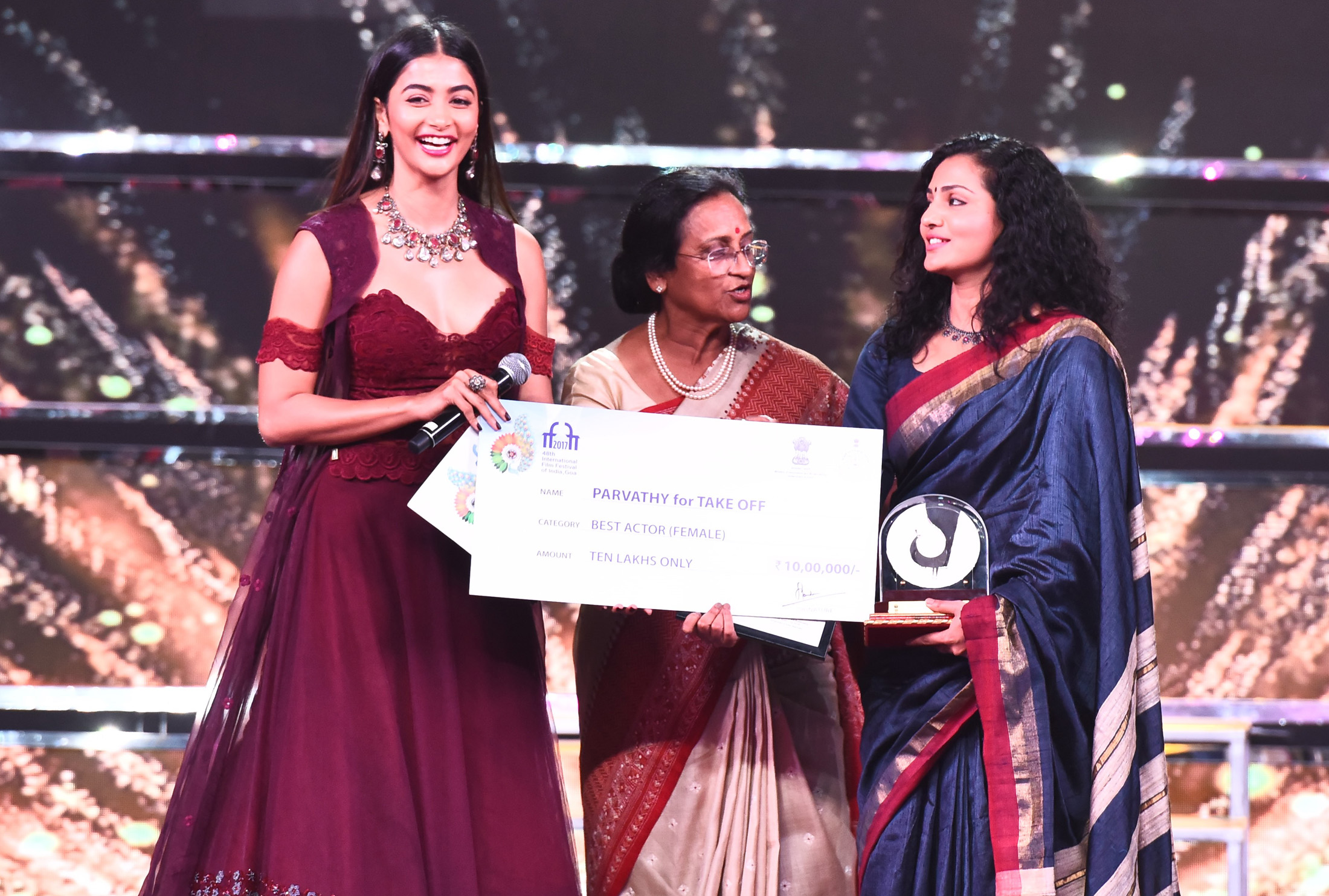
第48回インド国際映画祭に出席するプージャー・ヘーグデー（左）

- Oka Laila Kosam（2014年）
- Mukunda（2014年）
- Mohenjo Daro（2016年）
- Duvvada Jagannadham（2017年）
- ランガスタラム（2018年）
- Saakshyam（2018年）
- アラヴィンダとヴィーラ（2018年）
- リシの旅路（英語版）（2019年）
- Gaddalakonda Ganesh（2019年）
- ハウスフル4（英語版）（2019年）
- ヴァイクンタプラムにて（2020年）
- Radhe Shyam (2022年)